# San Marino ai XIV Giochi olimpici invernali
San Marino partecipò ai XIV Giochi olimpici invernali, svoltisi a Sarajevo, Jugoslavia, dall'8 al 19 febbraio 1984, con una delegazione di 3 atleti impegnati in due discipline.